# Mtazminda
Mtazminda (georgisch მთაწმინდა, „heiliger Berg“, englische Transkription Mtatsminda) ist ein Berg in der georgischen Hauptstadt Tiflis.

## Geographie
Der Berg Mtazminda liegt am rechten Ufer der Kura. Der Berg ist ca. 730 m hoch und von ganz Tiflis aus sichtbar.

## Sehenswürdigkeiten

### Fernsehturm Tiflis
Auch auf dem Berg Mtazminda befindet sich der Fernsehturm Tiflis. Dieser wurde 1972 eröffnet und ist 274,5 m hoch. Nachts wird er sehr aufwändig beleuchtet. Der Fernsehturm ist eines der Wahrzeichen von Tiflis.

### Mtatsminda-Park
Der Mtatsminda-Park ist ein Freizeitpark auf dem Berg Mtazminda. Er wurde im Jahre 2009 stark erweitert und wiedereröffnet. Ein weit sichtbares Wahrzeichen von Tiflis ist auch das Riesenrad im Mtazminda-Park, das, wie der Fernsehturm, nachts beleuchtet wird.

### Pantheon
Am Berg Mtazminda befindet sich das Pantheon Tiflis. Dort sind viele bedeutende Staatsmänner und Dichter Georgiens begraben.

### Standseilbahn
Seit 1905 führt eine ca. 500 m lange Standseilbahn auf den Berg. Nach einem Unglück im Jahr 2000 war die Standseilbahn bis zum Jahr 2013 außer Betrieb.

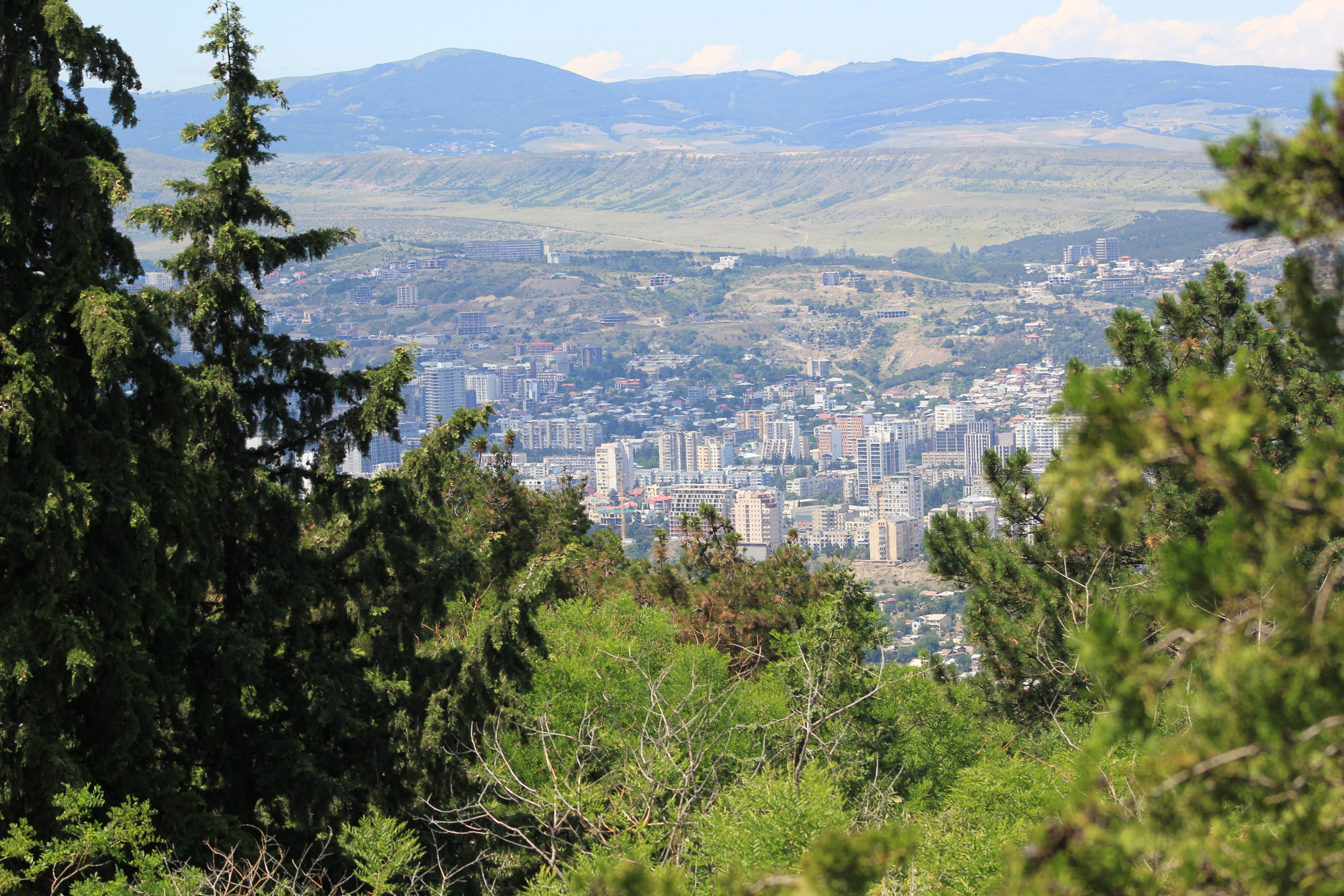
Aussicht von Mtazminda auf Tiflis
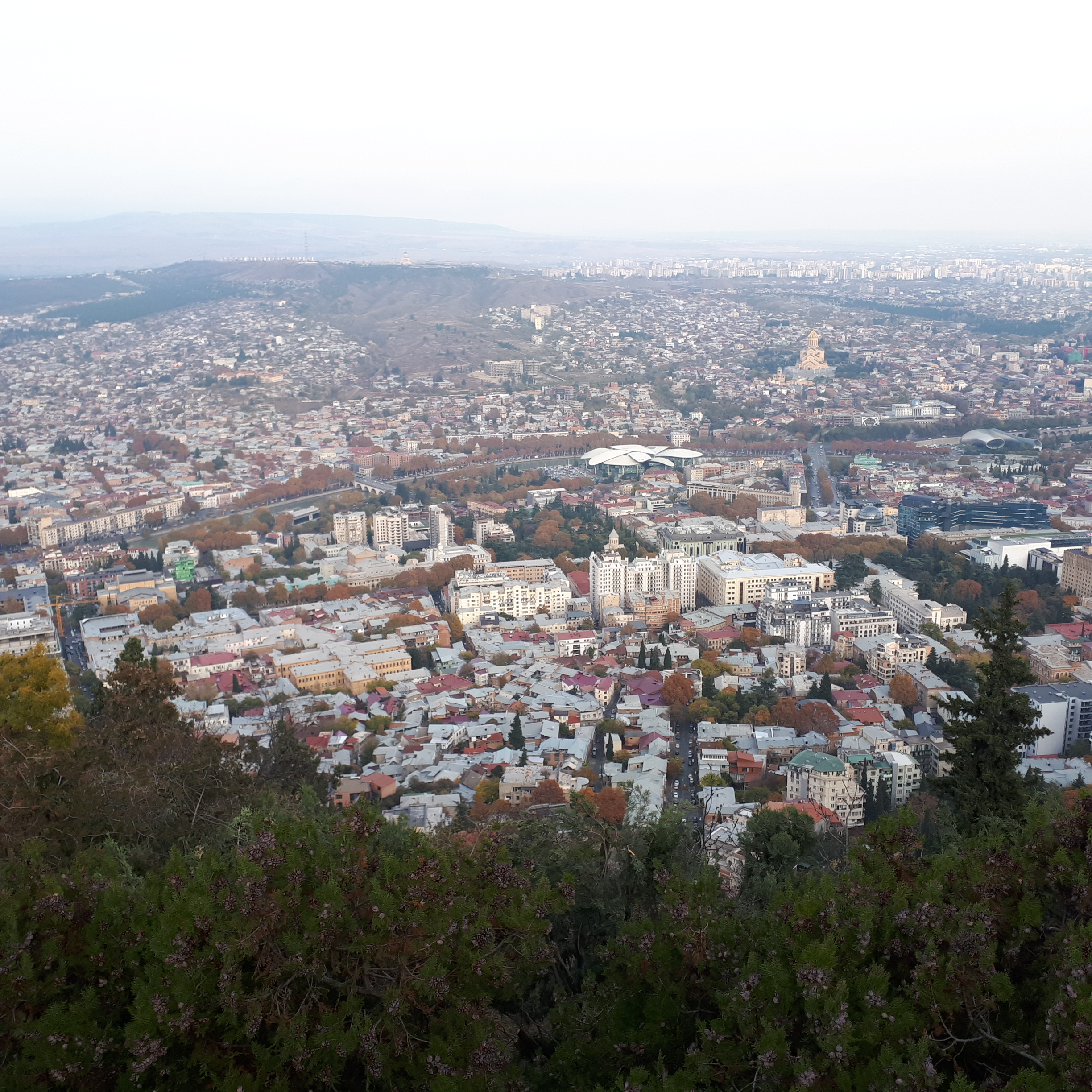
Aussicht vom Mtatsminda-Park auf Tiflis im November 2024. Auffallend sind die Dächer des neuen Bürgerzentrums in der Bildmitte.
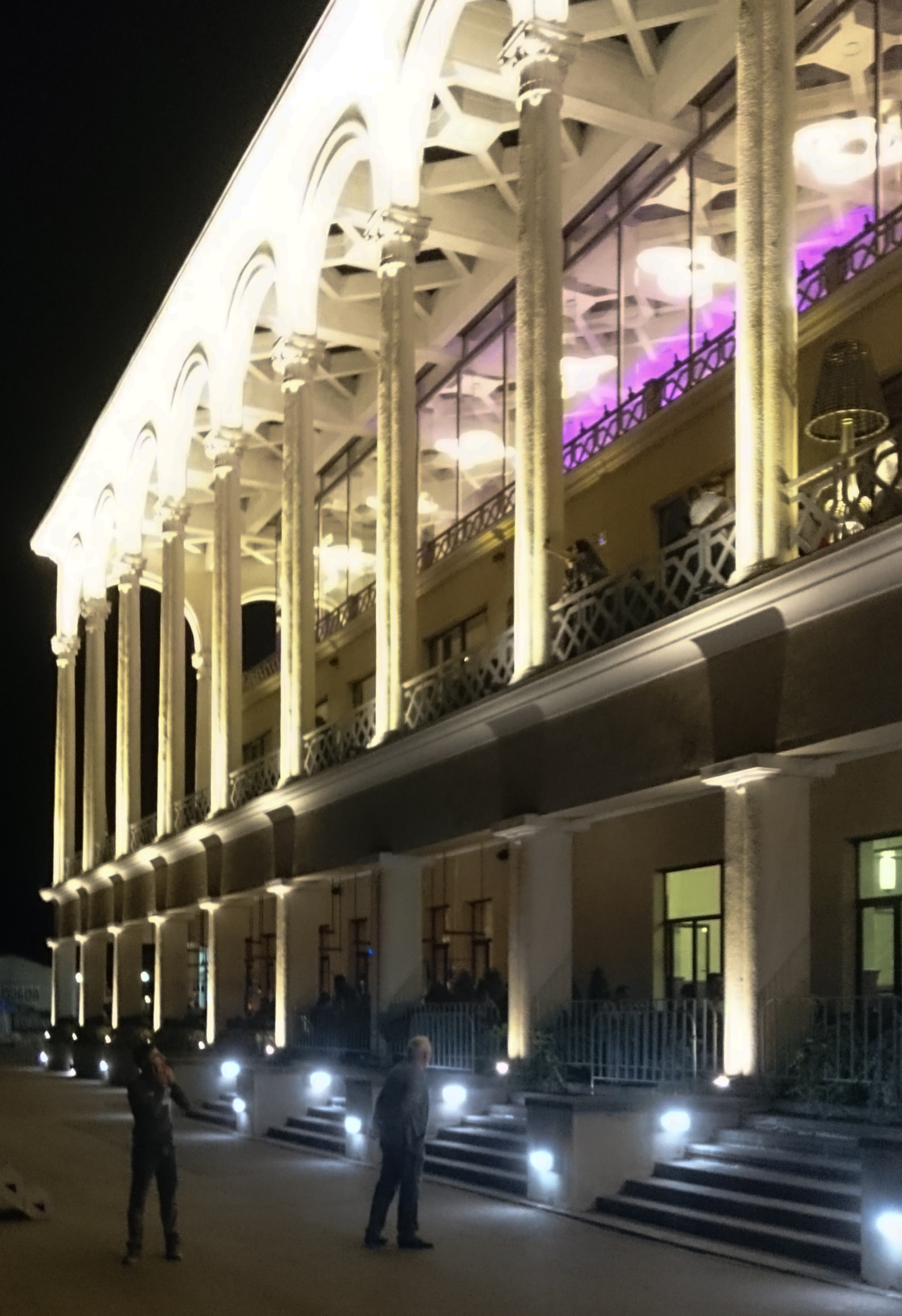
Restaurant bei Endstation der Standseilbahn